# Liste der japanischen Dialekte

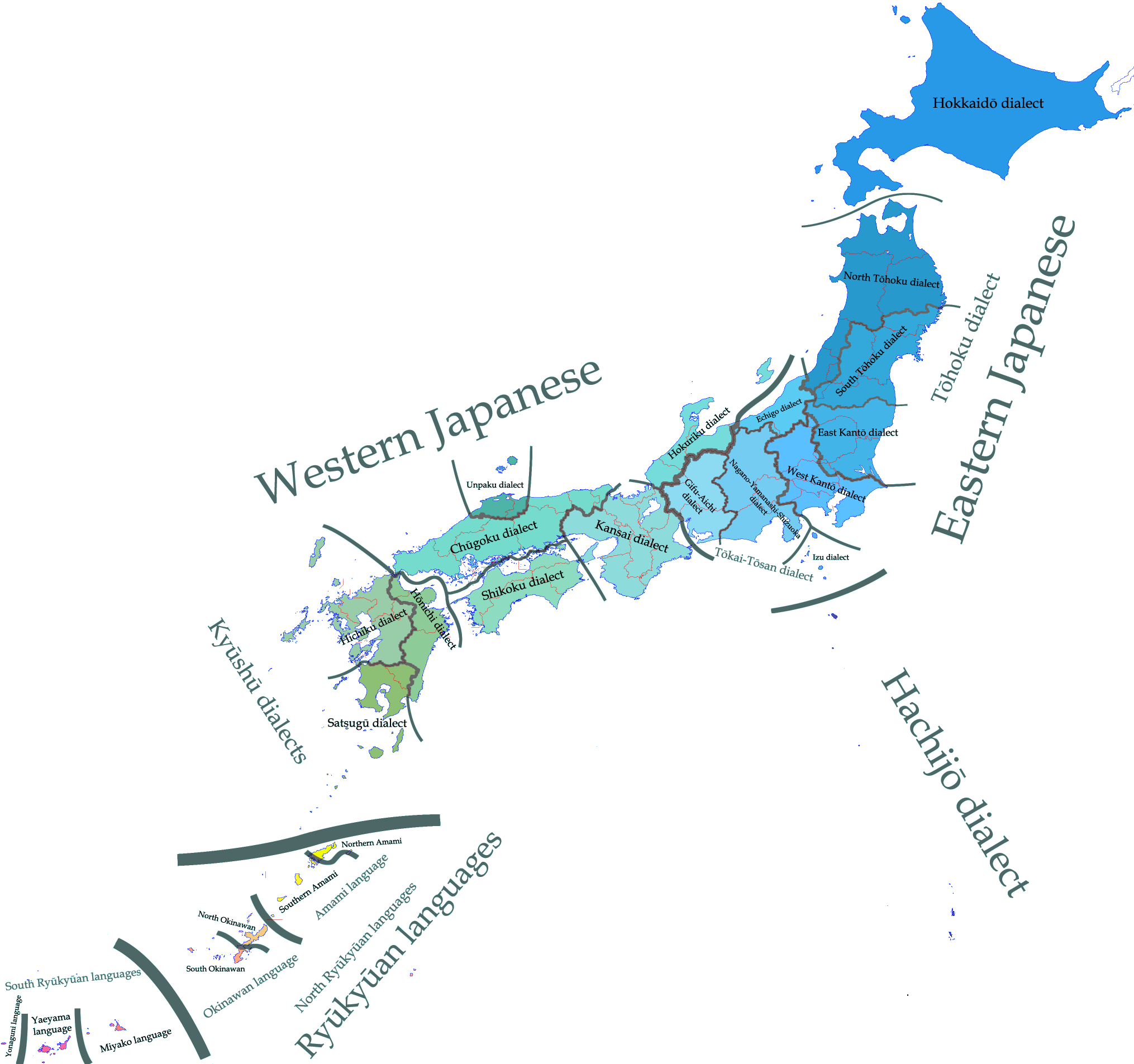
Regionale Verteilung der japanischen Dialekte

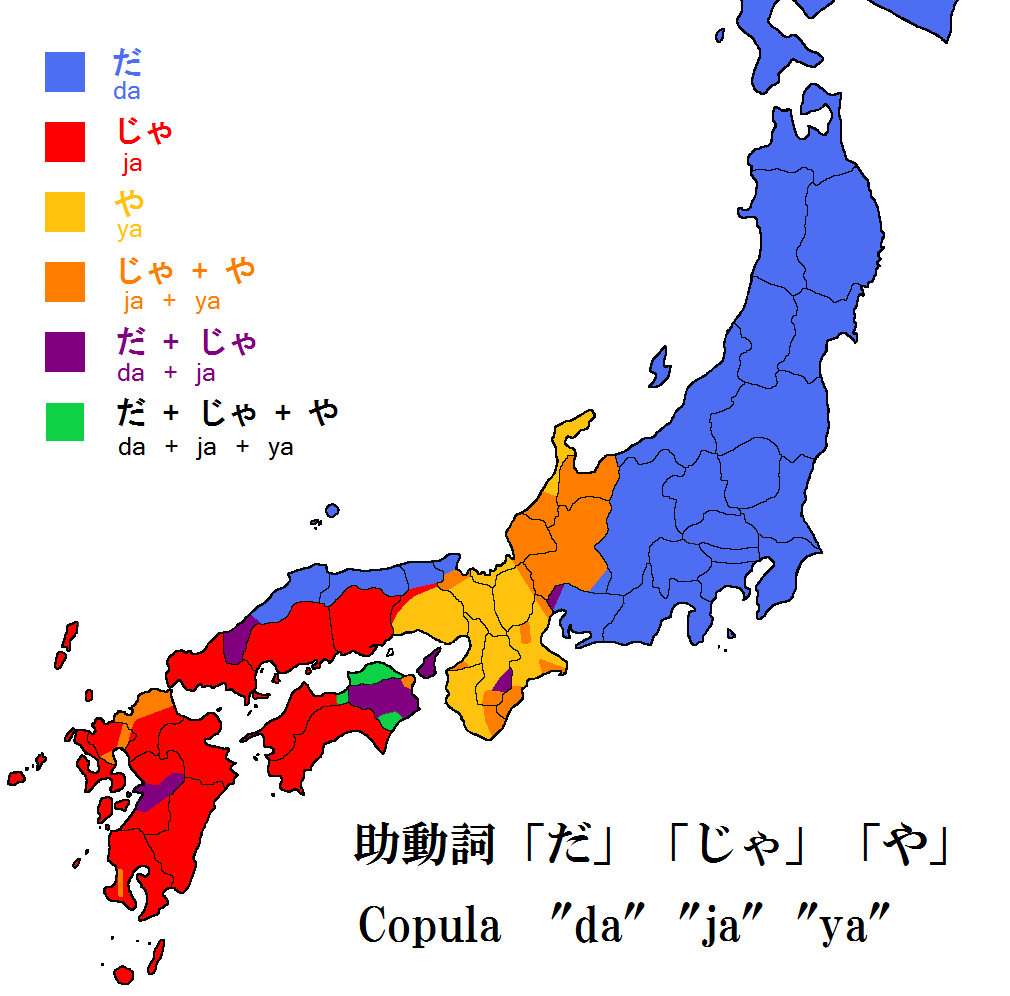
Regionale Aussprache der Kopula da

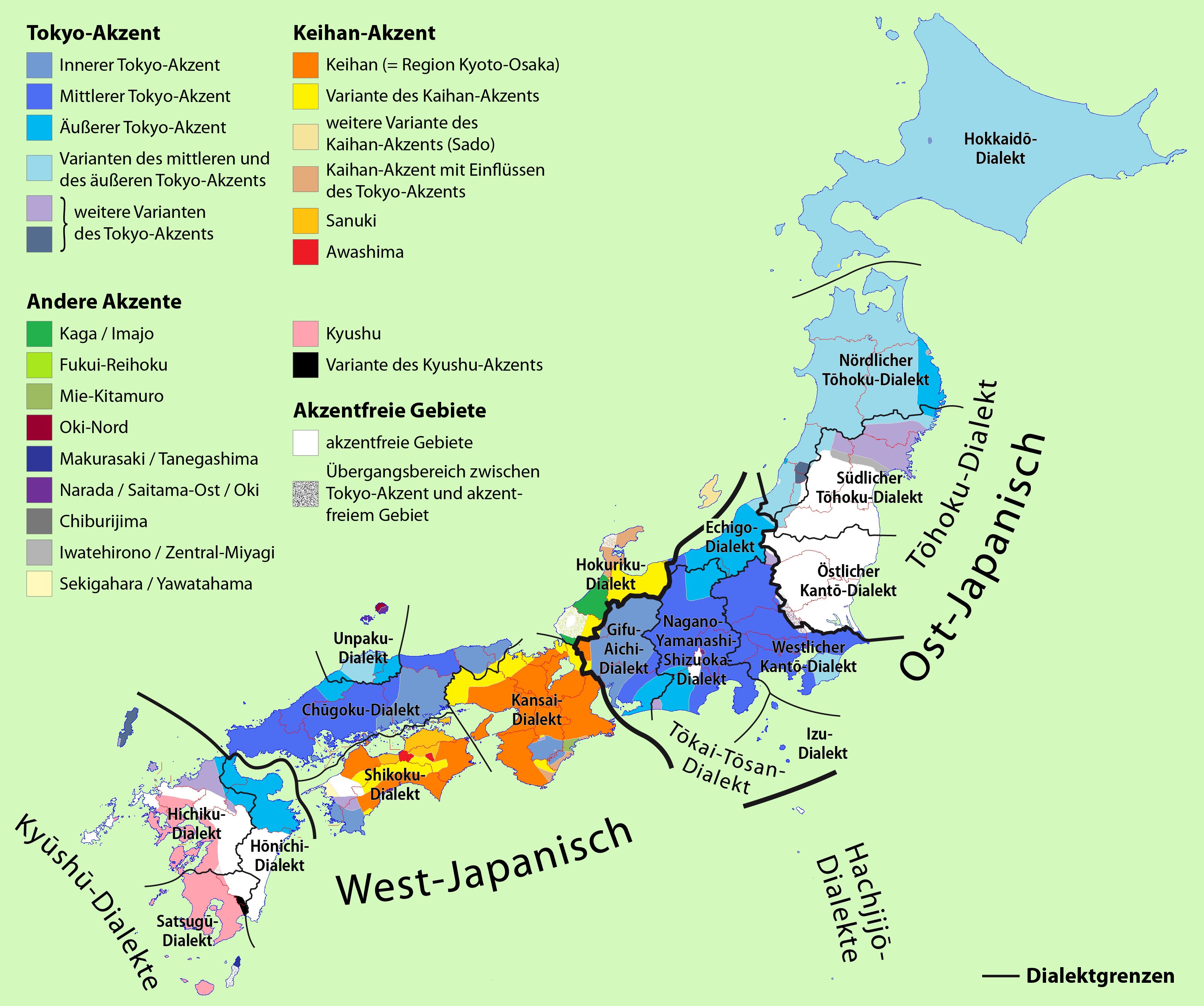
Regionale Verteilung verschiedener Akzentmuster

Die japanische Sprache weist zahlreiche Dialekte auf, was durch die geographischen Gegebenheiten des Landes begünstigt wurde. Nicht nur ist das Land zu einem 2000 km langen Archipel von vier Hauptinseln und einigen tausend kleinen gestreckt, wenige große fruchtbare Ebenen (u. a. Kantō-Ebene, Kansai-Ebene) sind voneinander durch Gebirgszüge getrennt, die insgesamt fast achtzig Prozent der Landesfläche ausmachen. So entstand eine Reihe von Sprachinseln.
Die wissenschaftliche Bezeichnung für Dialekte im Japanischen ist hōgen (方言). Daneben gibt es noch namari (訛) für abweichende Aussprachen bzw. Akzente und -ben (弁) für den Dialekt einer Region. Die japanischen Dialekte besitzen eine hohe Varianz, so dass z. B. die Verständigung von Sprechern des Tsugaru-Dialektes im Norden und des Kagoshima-Dialektes im Süden nicht möglich ist. Die Standardsprache ist der Dialekt von Edo (Tokio). Verwandt mit den südlichen japanischen Dialekten sind die Ryūkyū-Sprachen, die zusammen mit dem Japanischen die Familie der japonischen Sprachen bilden.
Die Dialekte werden gruppiert in ostjapanische Dialekte (東日本方言 Higashi-Nihon hōgen oder 東部方言 Tōbu hōgen) und westjapanische Dialekte (西日本方言 Nishi-Nihon hōgen oder 西部方言 Seibu hōgen). Die Trennlinie zwischen beiden Gruppen wird als Itoigawa-Hamana-See-Linie bezeichnet.
Nicht verwandt mit dem Japanischen ist die Sprache der Ainu.

## Ostjapanisch
- Hokkaidō-Dialekt (北海道方言)
- Tōhoku-Dialekt(e) (東北方言)
  - Tsugaru-Dialekt (津軽弁)
  - Shimokita-Dialekt (下北弁)
  - Nanbu-Dialekt (南部弁)
  - Sendai-Dialekt (仙台弁)
- Kantō-Dialekte (東関東方言)
  - Ibaraki-Dialekt (茨城弁)
  - Tochigi-Dialekt (栃木弁)
- West-Kantō-Dialekt (西関東方言)
  - Edo-Kotoba (江戸言葉)
  - Tōkyō-Dialekt (東京方言)
  - Gunma-Dialekt (群馬弁)
- Hachijō-Dialekt (八丈方言): auf einigen entlegenen Inseln wie Aogashima, Hachijō-jima, und den Daitō-Inseln gesprochen, noch stark vom Alt-Ostjapanisch gefärbt
- Chūbu-Dialekte (中部方言)
  - Enshū-Dialekt (遠州弁)
  - Mikawa-Dialekt (三河弁)
  - Nagoya-Dialekt (名古屋弁), auch Owari-Dialekt (尾張弁)
  - Mino-Dialekt (美濃弁)

## Westjapanisch
- Hokuriku-Dialekte (北陸方言)
  - Toyama- oder Etchū-Dialekt (富山弁 / 越中方言)
  - Kaga-Dialekt (加賀弁)
  - Noto-Dialekt (能登弁)
  - Sado-Dialekt (佐渡弁)
  - Fukui-Dialekt (福井弁)
  - Kanazawa-Dialekt (金沢弁)
- Kansai-Dialekt(e) / Kinai-Dialekte (関西弁 / 近畿方言)
  - Ōmi-Dialekt (近江弁)
  - Kyōto-Dialekt (京都弁)
  - Maizuru-Dialekt (舞鶴弁)
  - Tanba-Dialekt (丹波弁)
  - Ise-Dialekt (伊勢弁)
    - Shima-Dialekt (志摩弁)

  - Iga-Dialekt (伊賀弁)
  - Ōsaka-Dialekt (大阪弁)
    - Senba-Kotoba (船場言葉)
    - Settsu-Dialekt (摂津弁)
    - Kawachi-Dialekt (河内弁)
    - Senshū-Dialekt (泉州弁)

  - Kōbe-Dialekt (神戸弁)
  - Banshū-Dialekt (播州弁)
  - Nara-Dialekt (奈良弁), auch Yamato-Dialekt (大和弁)
    - Totsukawa-Dialekt (十津川弁)

  - Kishū-Dialekt (紀州弁)
  - Awaji-Dialekt (淡路弁)
- Tōkai-Tōsan-Dialekte (東海東山方言)
- Shikoku-Dialekte (四国方言)
  - Tokushima-Dialekt (徳島弁)
  - Sanuki-Dialekt (讃岐弁)
  - Iyo-Dialekt (伊予弁)
  - Tosa-Dialekt (土佐弁)
  - Hata-Dialekt (幡多弁)
- Unpaku-Dialekte (雲伯方言)
  - Izumo-Dialekt (出雲弁)
  - Yasugi-Dialekt (安来弁)
  - Yonago-Dialekt (米子弁)
- Chūgoku-Dialekte (中国方言)
  - Hiroshima-Dialekt (広島弁)
  - Okayama-Dialekt (岡山弁)
  - Yamaguchi-Dialekt (山口弁)

## Kyūshū-Dialekte
- Hōnichi-Dialekte (豊日方言)
  - Kitakyūshū-Dialekt (北九州弁)
  - Tagawa-Dialekt (田川弁)
  - Nakatsu-Dialekt (中津弁)
  - Ōita-Dialekt (大分弁)
  - Hita-Dialekt (日田弁)
  - Miyazaki-Dialekt (宮崎弁)
- Hichiku-Dialekte (肥筑方言)
  - Hakata-Dialekt (博多弁)
  - Fukuoka-Dialekt (福岡弁)
  - Saga-Dialekt (佐賀弁)
  - Munakata-Dialekt (宗像弁)
  - Chikugo-Dialekt (筑後弁), Kurume-Dialekt (久留米弁)
  - Yanagawa-Dialekt (柳川弁)
  - Nagasaki-Dialekt (長崎弁)
  - Shimabara-Dialekt (島原弁)
  - Kumamoto-Dialekt (熊本弁)
- Satsugū-Dialekte (薩隅方言), Kagoshima-Dialekt (鹿児島弁)